# Asen Medżidiew
Asen Georgiew Medżidiew (bułg. Асен Георгиев Меджидиев; ur. 27 maja 1968 w Dupnicy) – bułgarski lekarz, otorynolaryngolog, w latach 2022–2023 minister zdrowia.

## Życiorys
W 1994 ukończył medycynę na uczelni przekształconej później w Uniwersytet Medyczny w Sofii, na którym w 2010 został absolwentem studiów z zarządzania służb zdrowia. Specjalizował się w chorobach ucha, nosa i gardła, zajmował się także bronchoskopią. Kształcił się w ramach specjalizacji w Niemczech, Chorwacji i Szwajcarii. Pracował m.in. jako laryngolog w sofijskim szpitalu uniwersyteckim UMBAŁ „Sweta Anna”. Później został ordynatorem oddziału chorób otorynolaryngologicznych w szpitalu uniwersyteckim UMBAŁSM „Nikołaj Iwanowicz Pirogow” w Sofii. Doktoryzował się z zarządzania zdrowiem w 2012 na jednej z uczelni w USA. Autor publikacji naukowych z zakresu otorynolaryngologi i bronchologii. Członek bułgarskiego związku lekarzy, w 2018 został prezesem stołecznego kolegium medycznego tej organizacji.
W sierpniu 2022 został ministrem zdrowia w powołanym wówczas przejściowym rządzie Gyłyba Donewa. Utrzymał tę funkcję również w utworzonym w lutym 2023 drugim technicznym gabinecie tego samego premiera. Zakończył urzędowanie w czerwcu 2023.